# Johannes Heller
Johannes Heller (* 3. April 1851 in Travemünde; † 28. November 1880 in Berlin) war ein deutscher Historiker und Mitarbeiter an den Monumenta Germaniae Historica.

## Leben
Johannes Heller war ein Sohn des Pastors Ludwig Heller in Travemünde. Er besuchte bis Ostern 1871 das Katharineum zu Lübeck und immatrikulierte sich dann an der Universität Berlin, absolvierte jedoch zunächst seinen Militärdienst im 2. Garderegiment. Er wechselte an die Universität Göttingen zum Studium der Geschichte, wo Georg Waitz sein Lehrer wurde. Im Frühjahr 1874 wurde er zum Dr. phil. promoviert.
Das Sommersemester 1874 verbrachte er in Wien bei Theodor Sickel. Im Herbst 1874 trat er als Hülfsarbeiter am Staatsarchiv Breslau in den preußischen Archivdienst ein, gab diese Stellung aber bald auf. Vorübergehend war er Redakteur bei der Schlesischen Zeitung für osteuropäische Angelegenheiten.
Als sich April 1875 die Centraldirection der Monumenta Germaniae historica neu unter dem Vorsitz von Georg Waitz formiert hatte, berief dieser im Mai Heller nach Göttingen als Mitarbeiter der Abteilung Scriptores der Monumenta. Heller übernahm dort zunächst die Vorarbeiten für die Ausgabe der Gesta episcoporum Leodiensium des Aegidius von Orval. Als Waitz am 1. Oktober 1875 nach Berlin übersiedelte, sandte er Heller nach Nordfrankreich und Belgien, um zahlreiche Kollationen und Abschriften für die Ausgabe von Geschichtsquellen zu besorgen. Er arbeitete unter meist sehr ungünstigen Verhältnissen während des Winters von Oktober 1875 bis März 1876 in Metz, Reims, Valenciennes, Saint-Omer, Boulogne, Brüssel, Lüttich und brachte reiches Material nach Berlin. Nach kurzem Aufenthalt ging er mit Waitz nach Italien, um in Mailand, Modena, Rom und Venedig ähnliche Arbeiten für andere Gebiete auszuführen. Auf dieser Reise besuchte er auch Neapel und seine Umgebung.
Nachdem er im Juli 1876 nach Berlin zurückgekehrt war, wurde ihm die Verarbeitung des in Frankreich und Belgien gesammelten Materials übertragen. Er vollendete die Ausgaben der Historia monasterii Viconiensis, Lamberts von Ardres Historia comitum Ghisnensium, Wilhelms Chronica Andrensis (in Mon. Germ. Hist., Script. XXIV. 1879), des oben genannten Werkes von Aegid von Orval und anderer Lütticher und Metzer Quellen, der Genealogiae ducum Brabantiae, des Chronicon Hanoniense q. d. Balduini Avennensis, die er durch einen Aufsatz im Neuen Archiv d. Ges. f. ältere Deutsche Geschichtskunde VI, 129 f. (1880) vorbereitete, und von Johannis de Thilrode Chronicon (in Mon. Germ. hist., Script. XXV. 1880). Das Erscheinen dieses Bandes hat Heller nicht mehr erlebt. Seine letzte Arbeit war die Ausgabe von Flodoards von Reims Historia Remensis, die er nicht mehr zu Ende führen konnte. Nach seinem Tode hat Georg Waitz sie vollendet (Mon. Germ. hist., Script. XIII. 1881). Die Vorbereitung dieser Ausgabe gab Heller Anlass, den ADB-Artikel Hinkmar zu schreiben.
Wohl durch die Empfehlung von Ernst Curtius bat ihn die damalige Kronprinzession Victoria, im Sommer 1878 den damaligen Prinzen, späteren Kaiser Wilhelm auf einer Reise nach England zu begleiten. Er sollte auf dessen Weltanschauung Einfluß zu gewinnen suchen. Victoria hoffte, Wilhelm würde Heller zu seinem Privatsekretär machen, wozu es aber nicht kam.
Im Sommer 1879 habilitierte sich Heller an der Berliner Universität als Privatdozent für Geschichte und las zwei Semester mit großem Erfolg. Schon in den beiden vorhergehenden Wintersemestern hatte er Vorträge über italienische und französische Geschichte im von Georgiana Archer gegründeten Victoria-Lyceum gehalten.
Als er im Herbst 1880 von einer Offiziersübung nach Berlin zurückgekehrt war, erkrankte er an schwerem Typhus. Er starb an dessen Folgen durch Herzschlag am 28. November und wurde auf dem Matthäikirchhof beigesetzt. Die Trauerfeier hielt Karl Adam Windel. Wilhelm Wattenbach, in dessen Haus er in den letzten Jahren wohnte, und Friedrich Paulsen schrieben ihm Gedächtnisschriften.

## Schriften
- Deutschland und Frankreich in ihren politischen Beziehungen am Ende des Interregnums bis zum Tode Rudolf’s von Habsburg. Diss. Göttingen 1874
- Reise nach Lothringen, Nordfrankreich und Belgien. In: Neues Archiv der Gesellschaft für ältere Deutsche Geschichtskunde 2 (1877), S. 301 ff.
- (Hrsg.) Lamberti Ardensis historia comitum Ghisnensium, MGH SS 24 (1879), S. 550–642
- (Hrsg.) Gesta episcoporum Leodiensium. in: MGH SS 25 (1880), S. 1–129.
- (Hrsg.) Chronicon Hanoniense quod dicitur Balduini Avennensis, in: MGH SS 25 (1880), S. 414–467
- (Hrsg., von Georg Waitz vollendet) Historia Remensis ecclesiae, MGH SS 13 (1881), S. 409–599